# スポーツコミュニティー軽井沢クラブ
スポーツコミュニティー軽井沢クラブ（スポーツコミュニティーかるいざわクラブ、Sports Community Karuizawa Club、略称：SC軽井沢クラブ）は、長野県北佐久郡軽井沢町にて総合型地域スポーツクラブを運営するNPO法人。

## 概要
地元カーリングチーム、軽井沢グラニットの選手として活動してきた長岡秀秋が中心となり、2004年7月にNPO法人認証を受け設立。
スポーツクラブとしてはカーリングとフットサルのチーム運営を主たる活動とし、各種スポーツ教室も展開する。
また、軽井沢国際カーリング選手権大会及び軽井沢マラソンフェスティバルの大会運営も委託されている。
風越公園の指定管理者「風越パークコーオペレイション」の一員でもある。

## カーリング
男子カーリングチームは1999年当時軽井沢中学校在学中だった両角友佑と同校でコーチをしていた長岡はと美により結成された「AXE（アックス）」を前身とする。
2005年からSC軽井沢クラブ運営になる。
2017年までに日本選手権では歴代最多となる通算8回の優勝を誇る。
2016年パシフィックアジアカーリング選手権初優勝。2018年平昌オリンピック男子カーリング日本代表。
傘下に男女ジュニア選手を育成する「エリートアカデミー」と、受講生らによるジュニアチームがある。2020年にアカデミー出身者を中心に女子カーリングチーム昇格。
2022年日本選手権で両角友佑退団後初優勝。パンコンチネンタルカーリング選手権2022で4位となり日本男子世界選手権出場枠を獲得。
2023年日本選手権で男子は二連覇。女子は初の決勝進出、準優勝。

### 男子チーム

#### 所属選手
- 山口剛史
- 栁澤李空
- 小泉聡
- 山本遵

#### 過去の所属選手
- 清水徹郎
- 両角友佑
- 両角公佑
- 平田洸介
- 大野福公
- 金井大成

#### 戦績

##### 冬季オリンピック
- 2018年平昌（ 韓国） - 8位

##### 世界選手権
- 2009年モンクトン  - 10位
- 2013年ビクトリア  - 11位
- 2014年北京  - 5位
- 2015年ハリファックス  - 6位
- 2016年バーゼル  - 4位
- 2017年エドモントン  - 7位

##### パシフィックアジア選手権
- 2007年北京  - 4位
- 2008年ネーズビー  -  準優勝
- 2009年軽井沢  -  準優勝
- 2012年ネーズビー  -  準優勝
- 2013年上海  -  準優勝
- 2014年軽井沢  -  準優勝
- 2015年アルマトイ  -  準優勝
- 2016年義城  -  優勝
- 2017年エリナ  -  3位

##### パンコンチネンタル選手権
- 2022年カルガリー  - 4位

##### 日本選手権
- 第23回（2005-06シーズン） - 準優勝
- 第24回（2006-07シーズン） - 優勝
- 第25回（2007-08シーズン） - 優勝
- 第26回（2008-09シーズン） - 優勝
- 第27回（2009-10シーズン） - 準優勝
- 第28回（2010-11シーズン） - 3位
- 第29回（2011-12シーズン） - 準優勝
- 第30回（2012-13シーズン） - 優勝
- 第31回（2013-14シーズン） - 優勝
- 第32回（2014-15シーズン） - 優勝
- 第33回（2015-16シーズン） - 優勝
- 第34回（2016-17シーズン） - 優勝
- 第37回（2019-20シーズン） - 3位
- 第38回（2020-21シーズン） - 4位
- 第39回（2021-22シーズン） - 優勝
- 第40回（2022-23シーズン） - 優勝

##### ワールドカーリングツアー

###### グランドスラム
ワールドカーリングツアーにおける最高峰の大会シリーズであるグランドスラムの成績。
| 略語の説明 | 略語の説明         |
| ---------- | ------------------ |
| C          | 優勝               |
| F          | 準優勝             |
| SF         | ベスト4            |
| QF         | ベスト6・ベスト8   |
| R16        | ベスト16           |
| Q          | 予選敗退           |
| T2         | ティア2（2部）出場 |
| DNP        | 大会不参加         |
| N/A        | 開催せず           |

| 大会 / シーズン      | 13-14 | 14-15 | 15-16 | 16–17 | 17–18 | 18–19 | 19–20 | 20–21 |
| -------------------- | ----- | ----- | ----- | ----- | ----- | ----- | ----- | ----- |
| ナショナル           | Q     | DNP   | DNP   | DNP   | DNP   | DNP   | DNP   | N/A   |
| チャンピオンズカップ | N/A   | N/A   | DNP   | Q     | DNP   | DNP   | N/A   |       |

### 女子チーム

#### 所属選手
- 西室淳子
- 金井亜翠香
- 上野美優
- 上野結生

#### 過去の所属選手
- 両川萌音
- 江並杏実
- 山本冴（女子エリートチーム）
- 荻原詠理（女子エリートチーム）

#### 戦績

##### 日本選手権
- 第38回（2020-21シーズン） - 5位
- 第39回（2021-22シーズン） - 6位
- 第40回（2022-23シーズン） - 準優勝
- 第41回（2023-24シーズン） - 優勝

### スタッフ
- 西室雄二（コーチ）
- 荻原諒（コーチ）

### 過去のスタッフ
- 長岡はと美（コーチ）

## フットサル
「セロリーズ」を前身に2016年結成。2017年現在は長野県1部リーグ所属。